# Phrynosoma solare
El lagarto cornudo real (Phrynosoma solare) es una especie de lagarto nativo del Suroeste de Estados Unidos y del norte de México.

## Descripción
El lagarto cornudo real es un lagarto de cuerpo plano, de pequeño tamaño. Tiene espinas por todo el cuerpo, y además, tienen la habilidad de eyectar sangre por sus ojos.
- En su etapa adulta llegan a medir entre 7 y 10 centímetros.
- Sus colores varían desde el guinda, al beige y al amarillo oscuro.
- Usa el color de su cuerpo para camuflarse en el suelo.[2]

## Distribución
Este lagarto se puede encontrar en el suroeste de Arizona y zonas montañosas del sur de Estados Unidos y el norte de México.

## Dieta
Normalmente comen hormigas cosechadoras, tanto rojas como negras. Pueden llegar a comer 2.500 hormigas en una sola comida. También comen libélulas, moscas, arañas y una gran variedad de insectos.